# Konservatismus in Deutschland

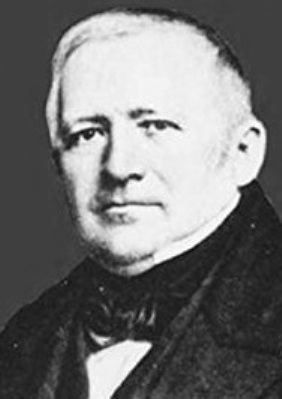
Ernst Ludwig von Gerlach

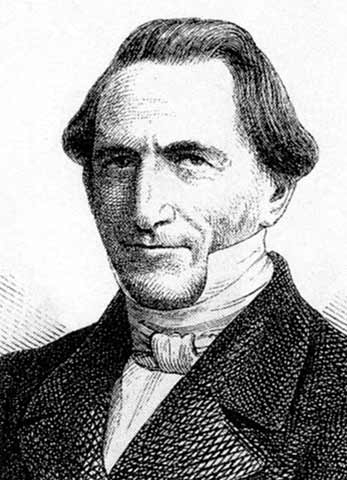
Friedrich Julius Stahl

Der Konservatismus in Deutschland entwickelte sich seit der Deutschen Revolution von 1848/1849 zunächst in Preußen durch konservative Vereine, Gruppierungen und Abgeordnete. Dazu gehörte der „Verein zur Wahrung der Interessen des Grundbesitzes“. Die spezifisch deutsche Ausprägung des Konservatismus ist untrennbar mit Bismarck verbunden.

## Parteigründungen
Federführend bei der Gründung einer konservativen Partei war ein Kreis von Politikern und Parlamentariern um die Herausgeber der Neuen Preußischen Zeitung, allen voran Ernst Ludwig von Gerlach und Friedrich Julius Stahl, dessen im Februar/März 1849 verfasster Entwurf für eine conservative Partei Grundlage wurde für das erste Parteiprogramm der Konservativen. In ideologischer Hinsicht dominierten in dieser Gruppierung anfangs altkonservative Positionen, die sich aber nach der Märzrevolution allmählich verlieren. Nach diesen Entstehungszusammenhängen wurde die Konservative Partei in den beiden Kammern des Preußischen Landtags ab 1851 auch „Kreuzzeitungspartei“ genannt, weil sie das Eiserne Kreuz auf dem Titelblatt der Zeitung verwendete.
1867 wurde die Freikonservative Partei gegründet. Sie entstand 1866 als Abspaltung von der preußischen Konservativen Partei zunächst als Freikonservative Vereinigung unter Leitung von Graf Eduard Georg von Bethusy-Huc.
Die katholische Deutsche Zentrumspartei, die 1870 gegründet worden war, wurde bei der ersten Reichstagswahl 1871 die zweitstärkste Fraktion und die führende Partei des konservativen Lagers. In den Parlamenten der deutschen Einzelstaaten (vor allem in Preußen), später auch im Deutschen Reichstag gab es bis 1918 drei konservative Parteien: neben der Deutschen Zentrumspartei die ostelbisch-agrarisch orientierte Deutschkonservative Partei, die 1879 aus der preußischen Konservativen Partei hervorgegangen war, und die von Hochadel und Industriekreisen getragene Freikonservative Partei (ab 1871 Deutsche Reichspartei).

## Die Bismarck-Ära

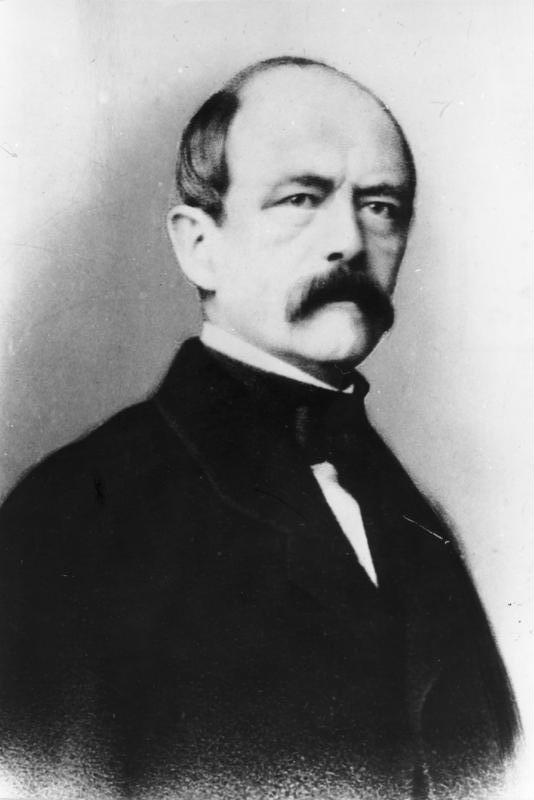
Otto von Bismarck

Der deutsche Konservatismus wurde durch den 1862 zum preußischen  Ministerpräsidenten ernannten Otto von Bismarck wesentlich mitgeprägt. Auch seine Entscheidung des traditionellen Konfliktes zwischen Kirche und Staat („Kulturkampf“) zugunsten letzterem etablierte wesentlich eine konservative Staatsidee. In seiner Regierungszeit versuchte er die so genannte „Soziale Frage“ – also den Konflikt zwischen Arbeiterbewegung und Wirtschaftsliberalismus – zu lösen, indem er zum einen die Sozialdemokratie verbot (siehe Sozialistengesetze) und zum anderen ein eigenes staatliches Sicherungssystem (Sozialgesetzgebung) etablierte. Zudem setzte er in dem Kulturkampf staatliche Interessen gegen traditionell weltliche Machtansprüche der katholischen Kirche durch, auch auf Kosten gleicher Ansprüche der mit den Konservativen eng verbundenen evangelischen Kirche, die zum Beispiel ebenso ihren Einfluss auf die Schulaufsicht in den Volksschulen verlor. Beide Initiativen führten nur zu Teilerfolgen und stärkten am Ende sowohl die monarchiefeindliche SPD als auch die katholische Zentrumspartei. Sie erweiterten aber die staatliche Macht und setzten mit der Sozialgesetzgebung eine neue Entwicklung in Gang.
Die Stabilisierung und Festigung der konservativen Staatsidee durch Bismarck führten zu einer vergleichsweise späten Inaugurierung demokratischer Prinzipien und Institutionen in Deutschland. Zwar war das allgemeine, gleiche Wahlrecht bereits 1867 für den Norddeutschen Reichstag eingeführt und für den Deutschen Reichstag ab 1871 übernommen worden, doch blieb der Einfluss des Reichstages auf die Gesetzgebung und vor allem die Besetzung der Reichsregierung sehr gering. In den Bundesstaaten wie Preußen wurde das demokratische Wahlrecht nicht eingeführt und jede Änderung von den konservativen Parteien heftig bekämpft. Erst 1918 wurde die parlamentarische Regierungsform, in der der Reichskanzler eine Mehrheit im Parlament haben muss, mit den Oktoberreformen eingeführt. Eine konservative Volkspartei wie in Großbritannien die Tories entstand in Deutschland nicht. Das politische Agieren von Parteien war im Kaiserreich nicht voll akzeptiert.

## Weimarer Republik, Nationalsozialismus
Mit dem Niedergang der Monarchie in Deutschland erfuhr der Konservatismus eine Wendung. Insofern das zu Bewahrende immer hinfälliger wurde, trat an die Stelle der Tradition die Idee einer schöpferischen Neuordnung aus dem Geiste ewiger Prinzipien. Nach dem Ersten Weltkrieg im Jahre 1918 sammelte sich der deutsche Konservatismus in verschiedenen Parteien und in geistig-intellektuellen Strömungen, die mit dem Begriff der „Konservativen Revolution“ assoziiert werden. Ein Vertreter dieser Strömung, der Schriftsteller Arthur Moeller van den Bruck, prägte eine charakteristische Formel für den Neuformierungsprozess des deutschen Konservatismus: Konservativ ist, Dinge zu schaffen, die zu erhalten sich lohnt.
Der konservative Medienunternehmer Alfred Hugenberg förderte als Vorsitzender der Deutschnationalen Volkspartei (DNVP) ab 1929 den Aufstieg Hitlers und schloss im Januar 1933 eine Koalitionsregierung mit den Nationalsozialisten. Der republiktreu und demokratisch gesinnte Flügel der DNVP spaltete sich 1930 ab und bildete die Konservative Volkspartei, die jedoch nur geringes politisches Gewicht erlangte. Im Mai und Juni 1933 lösten sich die konservativen Parteien in Deutschland gezwungenermaßen auf. Einige konservative Politiker wie Franz Seldte traten zur NSDAP über, andere wie Franz von Papen und Konstantin von Neurath arbeiteten als Parteilose in der Regierung Hitler mit. Der Berater Papens, Edgar Julius Jung, plante, Hitler zu beseitigen und einen konservativ-revolutionären Staat auf christlich-autoritärer Grundlage zu bilden. Diese frühe konservative Opposition wurde 1934 von den Nationalsozialisten im Zuge des sogenannten Röhm-Putsches ausgeschaltet. So mancher Konservative versuchte, sich mit dem Nationalsozialismus zu arrangieren, einige gingen ins Exil. Andere waren im aktiven Widerstand (vor allem in der Widerstandsgruppe vom 20. Juli 1944).

## Die junge Bundesrepublik
Nach 1945 hatte der Konservatismus klassischer Prägung keine Perspektive mehr. Einerseits hatten sich einige Konservative durch ihre Kooperation mit dem NS-Regime diskreditiert, andererseits war durch die Enteignung der ostelbischen Großgrundbesitzer in der DDR bzw. ihre Flucht und Vertreibung aus Mittel- und Osteuropa die gesellschaftliche und ökonomische Basis konservativer Kreise verloren gegangen. Nach der Erfahrung der totalitären Diktatur bekannte er sich überwiegend zum Prinzip des demokratischen Rechtsstaats und verlor eine eigenständige politische Rolle in der deutschen Politik. Die kleine konservative Deutsche Partei (DP) zählte 1949–1960 zu den Regierungsparteien der Ära Adenauer. Vor allem verlor der traditionelle, konfessionelle Gegensatz zwischen Protestanten und Katholiken, die in der CDU zusammenkamen, seine Brisanz und wurde allmählich auch in der Gesellschaft überwunden.
Die CDU ist seit Kriegsende die wichtigste Partei konservativer, interkonfessioneller und demokratischer Prägung in der Bundesrepublik Deutschland. Sie brach mit der Denktradition bestimmter Teile der konservativen Parteien der Weimarer Republik, die den demokratischen Verfassungsstaat ablehnten. Es gelang ihr, weite Teile des Konservatismus zu integrieren und in den demokratischen Meinungsbildungsprozess einzubinden. Mitglieder der Deutschnationalen Volkspartei (DNVP), der rechtsliberalen Deutschen Volkspartei (DVP) und der liberalen DDP traten ihr bei und ermöglichten die Schaffung einer Volkspartei, die sich als „christlich-demokratische, christlich-soziale, liberale und konservative Partei der Mitte“ begreift.
In der jungen Bundesrepublik wurde das Konzept eines Technokratischen Konservatismus starkgemacht. Dieser bei Friedrich Georg und Ernst Jünger angelegte Technokratische Konservatismus versöhnte sich mit den Obliegenheiten der technischen Zivilisation ohne diese als Fortschritt zu beschreiben. Vertreter des Technokratischen Konservatismus wie Hans Freyer und Helmut Schelsky kritisierten die Überhandnahme von Sachzwängen, betrachteten die Herrschaft verselbständigter Sachprozesse aber als weniger schädlich als die Herrschaft von Ideologen. Innerhalb dieser Sachgesetzlichkeiten der technischen Zivilisation sei der Handlungsspielraum der Menschen eingeschränkt. Man könne und müsse zwar immer wieder aufs Neue Humanität in diese Abläufe einspeisen, ein grundlegender Wandel zu einer gänzlich freien Gesellschaft nicht entfremdeter Menschen sei aber eine gefährliche Illusion, die nur von pseudoreligiös motivierten Fortschrittsideologen vertreten werde.

## Konservatismus in Deutschland heute
Heute gibt es politisch konservative Strömungen vor allem in den Volksparteien CDU und CSU, wobei es von Anfang an auch liberale und soziale Strömungen gab. Die CDU ist nach ihrem Selbstverständnis seit dem 20. Parteitag im Jahre 1972 von der rechten Mitte in das politische Zentrum gerückt. Die Traditionsstränge der Christdemokratie in Deutschland umfassen eine Mischung aus dem Wertkonservatismus des Katholizismus (und der katholischen Soziallehre), Strömungen des politischen Protestantismus sowie aus Wirtschafts-, Ordnungs- und Nationalkonservatismus. Allerdings ist eine Charakterisierung dessen, was eigentlich konkret konservativ sei, damit nicht erfolgt. Der Begriff „konservativ“ wird auch von den Unionsparteien, obwohl nicht selten als wichtiges politisches Charakteristikum genannt, faktisch nicht weiter konkretisiert.
Mit dem Schwinden traditioneller Wählergruppen verschwanden im Laufe der Zeit konservative Positionen teilweise aus den Programmen der Parteien. Die heute als konservativ bezeichneten Parteien weichen in wichtigen Punkten vom historischen Konservatismus ab. So wird in der heutigen Christdemokratie der technologische Fortschritt meist positiv gesehen. Auch gibt es einen bedeutenden wirtschaftsliberal ausgerichteten Flügel. Die Christdemokraten forderten als Antwort auf die deutsche Studentenbewegung der 1960er Jahre den starken Staat, der mit dem Liberalismus nicht vereinbar war, da dieser die staatlichen Eingriffe in die Freiheit des Individuums hinterfragte. In der CDU gibt es seit etwa 2007 Bemühungen, konservative Strömungen im Berliner Kreis zu bündeln.
Die FDP gilt seit den 1980er Jahren aufgrund der Lagertheorie Geißlers in Deutschland oft als „natürlicher“ Koalitionspartner der Unionsparteien, obgleich das ideengeschichtliche Fundament liberaler und konservativer Strömungen historisch konträr ist. So war es der freiheitliche Grundgedanke des Liberalismus, der schließlich nach der Bundestagswahl 1969 die als konservativ verstandene Regierungskoalition auf Bundesebene ablöste und zu einer sozialliberalen Koalition unter Willy Brandt (SPD) als Kanzler und Walter Scheel (FDP) als Außenminister und Vizekanzler führte.
In der SPD wird vor allem dem Seeheimer Kreis ab 1974 eine konservative Position zugeschrieben. Sowohl in der SPD wie bei Bündnis 90/Die Grünen existieren Strömungen, die durchaus explizit wertkonservativ argumentieren. Unter anderem darauf ist auch zurückzuführen, dass der Terminus viel von seiner vormals vorhandenen Abgrenzungsfunktion verloren hat. Bei den Grünen ist die konservative Haltung vor allem bei ökologischen Themen zu finden und bezieht sich auf die – teilweise christlich gemeinte – „Wahrung der Schöpfung“. So werden einige neue Technologien von den Grünen sehr kritisch gesehen, was der Partei immer wieder den Ruf einbrachte, „industriefeindlich“ zu sein.
1982 entstand die Ökologisch-Demokratische Partei als konservativ ausgerichtete Abspaltung von der 1980 gegründeten Partei Die Grünen. Sie konnte sich jedoch politisch nicht durchsetzen und spielt – außer bei einigen Landtagswahlen, wo sie seit 1990 nur 1 % bis 2 % der Wählerstimmen erreichen konnte – eher eine untergeordnete Rolle.